# 国鉄タキ42200形貨車
国鉄タキ42200形貨車（こくてつタキ42200がたかしゃ）は、かつて日本国有鉄道（国鉄）及び1987年（昭和62年）4月の国鉄分割民営化後は、日本貨物鉄道（JR貨物）に在籍した私有貨車（タンク車）である。
本形式と同時期に同じタキ2100形から改造されたタキ42100形、タキ42150形についても本項目で解説する。

## タキ42200形
1978年（昭和53年）3月17日に日本車輌製造1社にてタキ2100形より6両（タキ2248 - タキ2250、タキ2328 - タキ2330）が、34t積アニリン専用車への専用種別変更改造が行われ、形式は新形式であるタキ42200形（タキ42200 - タキ42205）に変更された。
種車のロットが2種類ありタキ2248 - タキ2250 が1959年（昭和34年）3月12日富士重工業製、タキ2328 - タキ2330 は1960年（昭和35年）6月27日、日本車輌製造製である。このため両者の寸法は若干の違いがある。
改造内容は、アニリンが毒性の物質であるため荷役方式を上出し式に変更した。タキ2100形のタンク体下部にあった吐出管を撤去し、S字管付きの液出管、空気管を新たに装備した。
アニリンを専用種別とする形式には、他にはタム7500形、タム7550形、タキ8600形、タキ18900形、タキ25800形の5形式があった。
所有者は、日本陸運産業の1社のみであり、その常備駅は、越後交通長岡線の越後関原駅、京葉臨海鉄道臨海本線の前川駅であった。
1979年（昭和54年）10月より化成品分類番号「毒61」（毒性の物質、毒性物質、危険性度合2（中））が標記された。
塗色は、黒、全長は13,600mm又は12,200mm、全幅は2,656mm、全高は3,885mm又は3,853mm、台車中心間距離は9,500mm又は8,100mm、実容積は33.3m3、自重は18.7t又は17.4t、換算両数は積車5.5、空車1.8、台車はベッテンドルフ式のTR41Cであった。
1987年（昭和62年）4月の国鉄分割民営化時には全車（6両）がJR貨物に継承されたが、1989年（平成元年）9月に全車が一斉に廃車となり、同時に形式消滅となった。

## タキ42100形
1977年（昭和52年）7月28日に日本車輌製造1社にてタキ2100形より2両（タキ22245、タキ22246）が、30t積オルソクロルアニリン専用車への専用種別変更改造が行われ、形式は新形式であるタキ42100形（タキ42100 - タキ42101）に変更された。
種車のロットは1964年（昭和39年）11月13日、三菱重工業製である。
改造内容は、オルソクロルアニリンが毒性の物質であるため荷役方式を上出し式に変更した。タキ2100形のタンク体下部にあった吐出管を撤去し、S字管付きの液出管、空気管を新たに装備した。
オルソクロルアニリンを専用種別とする形式には、他には無く本形式があるのみである。
所有者は、日本陸運産業の1社のみであり、その常備駅は、鶴見線石油貨物支線の浜安善駅であった。
1979年（昭和54年）10月より化成品分類番号「毒61」（毒性の物質、毒性物質、危険性度合2（中））が標記された。
塗色は、黒、全長は12,400mm、全幅は2,658mm、全高は3,826mm、台車中心間距離は8,300mm、実容積は28.9m3、自重は17.5t、換算両数は積車5.0、空車1.8、台車はベッテンドルフ式のTR41Cであった。
1986年（昭和61年）11月29日に全車（2両）が一斉に廃車となり、同時に形式消滅となった。

## タキ42150形
1978年（昭和53年）2月1日に日本車輌製造1社にてタキ2100形より3両（タキ2323、タキ2324、タキ2326）が、30t積メタクレゾール酸専用車への専用種別変更改造が行われ、形式は新形式であるタキ42150形（タキ42150 - タキ42152）に変更された。
種車のロットは1960年（昭和35年）6月27日、日本車輌製造製である。
改造内容は、メタクレゾール酸が毒性の物質であるため荷役方式を上出し式に変更した。タキ2100形のタンク体下部にあった吐出管を撤去し、S字管付きの液出管、空気管を新たに装備した。
メタクレゾール酸を専用種別とする形式には、他にはタキ11650形の1形式があるのみである。
所有者は、日本陸運産業の1社のみであり、その常備駅は、京葉臨海鉄道臨海本線の前川駅であった。その後常備駅は、鹿児島本線の西八幡駅に変更になった。
1979年（昭和54年）10月より化成品分類番号「毒61」（毒性の物質、毒性物質、危険性度合2（中））が標記された。
塗色は、黒、全長は12,200mm、全幅は2,656mm、全高は3,882mm、台車中心間距離は8,100mm、実容積は28.9m3、自重は17.4t、換算両数は積車5.0、空車1.8、台車はベッテンドルフ式のTR41Cであった。
1985年（昭和60年）3月29日に全車（3両）が一斉に廃車となり、同時に形式消滅となった。